# 結束バンドLIVE-恒星-

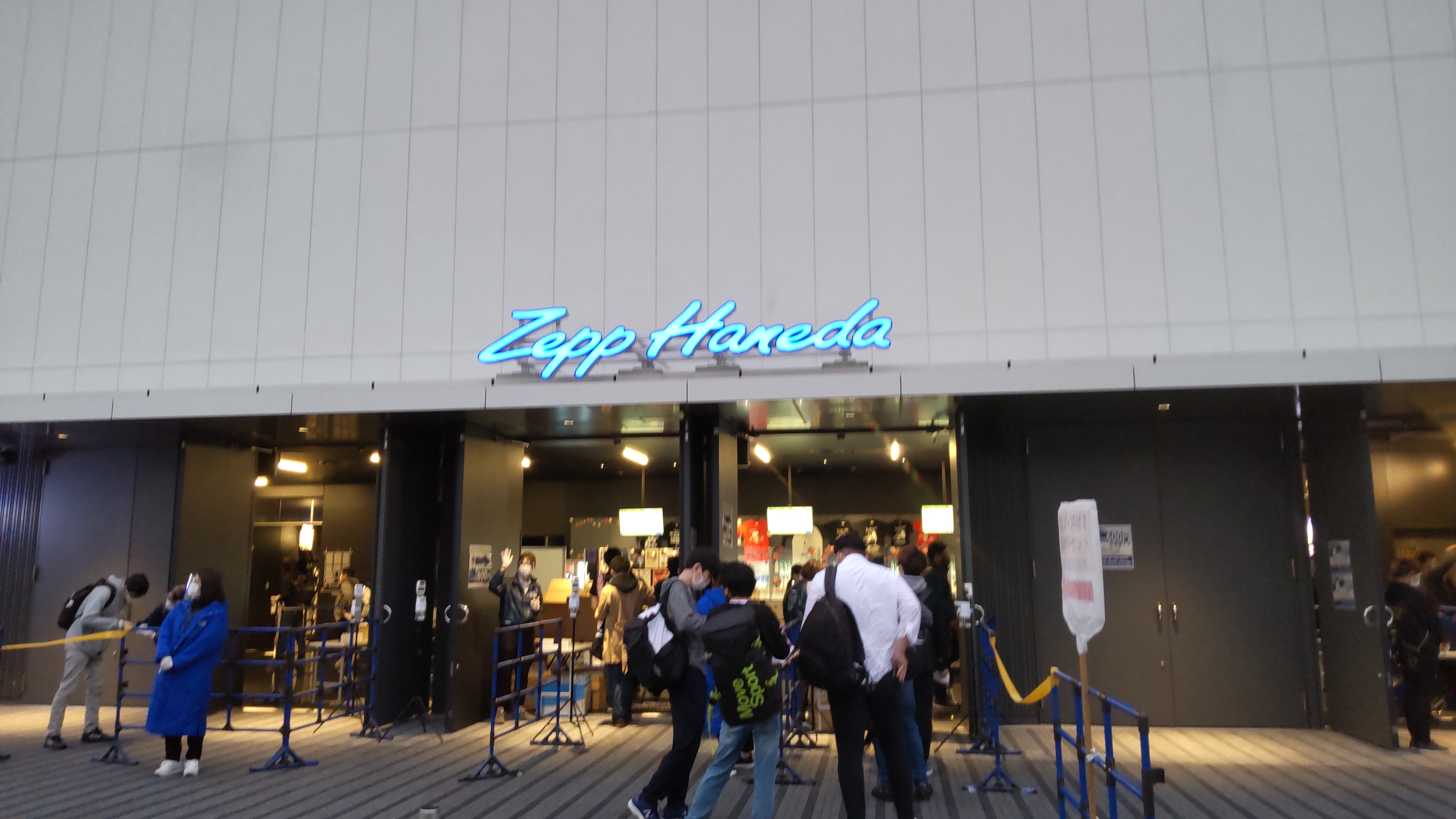
会場となったZepp Haneda

『結束バンドLIVE-恒星-』（けっそくバンドライブ こうせい）は、日本のテレビアニメ『ぼっち・ざ・ろっく！』の作中に登場するバンド「結束バンド」が2023年5月21日にZepp Hanedaで行ったライブ公演、及び同年11月22日にアニプレックスより発売されたライブビデオ。

## 概要
2023年4月23日に開催されたイベント「ぼっち・ざ・ろっく！ です。」の終盤で自身初のワンマンライブ「結束バンドLIVE-恒星-」がZepp Hanedaにて開催されることが発表され、同年4月30日までチケットの先行申し込みが受け付けられた。
同年5月13日、チケットの一般販売が開始された。
同年5月21日、Zepp Hanedaにてワンマンライブ「結束バンドLIVE-恒星-」を開催。自身の1stアルバム『結束バンド』に収録された曲を演奏した他、新曲「光の中へ」とカップリング曲「青い春と西の空」を初披露し、合わせて16曲を演奏した。アルバム収録音源との違いとして、「あのバンド」では演奏直前にアニメ第8話における後藤ひとりのアドリブソロギターを再現、また「星座になれたら」ではアニメ12話における、喜多郁代パートのアドリブ演奏からの後藤ひとりパートのボトルネック奏法を再現。「転がる岩、君に朝が降る」は青山吉能が歌唱しながらギターを弾くというサプライズが行われた。
ライブ中のMCではアニメ「ぼっち・ざ・ろっく！」の劇場総集編を上映することが発表された。

## リリース
2023年9月8日、『結束バンドLIVE-恒星-』をBlu-rayとDVDで完全生産限定盤として発売することを発表。Blu-ray Disc及びDVDは3枚組で構成され、「結束バンドLIVE-恒星-」のライブ映像の他に、特典映像として「ぼっち・ざ・ろっく！ です。」のイベント映像、「結束バンドLIVE-恒星-」のメイキング映像、「ぼっち・ざ・ろっく！」のWeb番組である「ギターヒーローへの道」の番外編映像が収録される。
同年10月15日、発売に先駆けて、「結束バンドLIVE-恒星-」のライブ映像が11月17日から11月30日まで期間限定で劇場上映。また、翌日の10月15日には『結束バンドLIVE-恒星-』より「あのバンド」と「ギターと孤独と青い惑星」のライブ映像がYoutubeにて公開された。
同年11月6日、「ぼっち・ざ・ろっく！ です。」のダイジェスト映像がYoutubeにて公開された。
同年11月19日、「結束バンドLIVE-恒星-」の劇場上映を記念した舞台挨拶が新宿バルト9にて行われた。同イベントには、結束バンドのキャスト4人が出演した。
| 形態           | 規格         | 規格品番   | 出典   |
| -------------- | ------------ | ---------- | ------ |
| 完全生産限定盤 | Blu-ray Disc | ANZX-10294 | [ 12 ] |
| 完全生産限定盤 | DVD          | ANZB-10294 | [ 13 ] |

2024年1月18日より、ライブ音源各曲の配信が各種音楽配信サービスにて開始され、オリコンのデジタルアルバムランキングで1位を獲得した。

## 収録内容

### Disc 1
| #   | タイトル                               | 作詞 | 作曲・編曲 |
| --- | -------------------------------------- | ---- | ---------- |
| 1.  | 「ひとりぼっち東京」                   |      |            |
| 2.  | 「ギターと孤独と蒼い惑星」             |      |            |
| 3.  | 「ラブソングが歌えない」               |      |            |
| 4.  | 「Distortion!!」                       |      |            |
| 5.  | 「ひみつ基地」                         |      |            |
| 6.  | 「カラカラ」                           |      |            |
| 7.  | 「あのバンド」                         |      |            |
| 8.  | 「小さな海」                           |      |            |
| 9.  | 「なにが悪い」                         |      |            |
| 10. | 「青い春と西の空」                     |      |            |
| 11. | 「忘れてやらない」                     |      |            |
| 12. | 「星座になれたら」                     |      |            |
| 13. | 「フラッシュバッカー」                 |      |            |
| 14. | 「転がる岩、君に朝が降る」(アンコール) |      |            |
| 15. | 「光の中へ」(アンコール)               |      |            |
| 16. | 「青春コンプレックス」(アンコール)     |      |            |

### Disc 2
| #  | タイトル                                                  | 作詞 | 作曲・編曲 |
| -- | --------------------------------------------------------- | ---- | ---------- |
| 1. | 「ぼっち・ざ・ろっく！です。」(2023年4月23日開催イベント) |      |            |

### Disc 3
| #  | タイトル                        | 作詞 | 作曲・編曲 |
| -- | ------------------------------- | ---- | ---------- |
| 1. | 「Making of -恒星-」            |      |            |
| 2. | 「ギターヒーローへの道 番外編」 |      |            |

## 演奏
出典:
- 長谷川育美 - ボーカル（#1 - 5.7.8.10 - 13.15.16）
- 水野朔 - ボーカル（#6）
- 鈴代紗弓 - ボーカル（#9）
- 青山吉能 - ボーカル、ギター（#14）
- 生本直毅、五十嵐勝人 - ギター
- 山崎英明 - ベース
- 石井悠也 - ドラム